# 荒木貴裕 (俳優)
荒木 貴裕（あらき たかひろ、1978年12月 - ）あらたかは、日本の俳優である。
エビス大黒舎退所後フリーで活動。大阪府出身。身長182cm、体重72kg。
特技は、殺陣・乗馬・アクション・弓道・ミリタリーアクション。
殺陣アクション道場「大原運動具店」主宰。

## 来歴
1996年東京声優アカデミー卒、3期生。
小劇場を経て関西を中心に舞台・ドラマ・ラジオのメインパーソナリティ・イベントMCとして活動。
2002年頃活動の拠点を東京に移す。
所持資格は、学芸員・普通自動車第一種免許・普通自動二輪車免許・二級小型船舶操縦士・古物商
茶道師範・日本舞踊名取の祖母と母の影響を受け、茶道具を中心とした骨董品収集が趣味。
陸上自衛隊予備自衛官であり、体力検定では７年連続で１位表彰されている。
伊豆大島一周フルマラソンではベスト１０入りをしている。
NORTH FACE等を扱うゴールドウインの初代会長である実業家・大原清治は曽祖父にあたる。

## 出演

### 映画
- 蒼き狼 〜地果て海尽きるまで〜（2007年3月3日、澤井信一郎監督） - チンギスハン側近・チンベ役
- うた魂♪（2008年4月5日、田中誠監督）[4] - 石橋憲武役
- 半次郎（2010年10月9日、五十嵐匠監督） - 黒田七郎役
- 図書館戦争（2013年4月27日、佐藤信介監督） - 図書隊特殊部隊タスクフォース園田役[5]
- KANO 1931海の向こうの甲子園（2015年1月24日、マー・ジーシアン監督） - 伊達中尉役
- 図書館戦争 THE LAST MISSION（2015年10月10日、佐藤信介監督） - 園田役
- 関ヶ原（2017年8月26日、原田眞人監督） - 磯野平三郎役[6]
- 亜人（2017年9月30日、本広克行監督） - 警備員役
- 曇天に笑う（2018年2月、本広克行監督） - 羅眼役
- 二宮金次郎 (2019年、五十嵐匠監督)　-澤口兵衛門役
- swanee野毛探偵事務所 (2021年8月、市川徹監督)　-桂敏夫役
- あそびのレンズ (2021年～公開中、佐伯龍蔵監督)　-吉田ひなた役
- 死神～ドクター・テケレツ（2022年3月、小山祥平監督）-宮本役
- シン・ウルトラマン（2022年5月、樋口真嗣監督）[7]

### テレビ

#### テレビドラマ
- 新・部長刑事 アーバンポリス24（テレビ朝日） - 辻本和樹役
- ワイン殺人事件（1995年、NHK）
- 正月時代劇・大友宗麟（2004年1月4日、NHK）
- 熱海の捜査官　第2話（2010年8月6日、テレビ朝日） - ガイコツ役
- 変身!合体!超合金!（WOWOW） - 主人公
- ヘブンズ・フラワー　第1話（2011年1月14日、TBS） - 華人役
- 新選組血風録　第11話（2011年6月12日、NHK BSプレミアム） - 浪士役
- 塚原卜伝　第3話（2011年10月16日、NHK BSプレミアム） - 稲葉正悦役
- 運命の人　第8話（2012年3月4日、TBS） - TVリポーター役
- 酔いどれ小籐次　第5・6話（2013年7月19日・7月26日、NHK BSプレミアム）
- 独占追跡！三億円事件“最後の告白者たち”〜真犯人の影…45年目の新証言〜（2013年12月21日、フジテレビ） - 山田刑事役
- 図書館戦争 ブック・オブ・メモリーズ（2015年10月10日、TBS）
- 決戦！鳥羽伏見の戦い (2018年12月、ＮＨＫＢＳプレミアム)　-椎原小弥太役
- 警視庁アウトサイダー(2023年1月、テレビ朝日)-警官役

#### その他
- おはスタ（テレビ東京）
- ちちんぷいぷい（MBS）
- 創造する世代（奈良テレビ）
- beポンキッキーズ『ロンゴマックス』（BSフジ） - 幻覚王アルシオンの声[8]

### CM
- 国税庁　e-tax　『スマホで確定申告』
- SUNTORY　『タコハイ』
- STNet『ピカラ』
- NTT東日本『地域の会社を全力サポート』 - エンジニア役
- SONY　『AKASHI』
- プリンスホテル『冬プリ』　-父役
- プリンスホテル『夏プリ2016』
- カブドットコム証券
- JT『想いを届ける、ひとのそばに』篇
- 1stホールディングス
- EPSON『スマホ・タブレットでビジネス』篇
- 健康保険組合連合会『けんぽれん』
- 公楽グループ『ニュー公楽』
- リクルート『SUMO』
- コカ・コーラ『綾鷹』
- JRA 日本中央競馬会
- JA自動車共済
- 岩谷産業『富士の湧水』
- 三井不動産
- ジーンズMATSUYA
- NTTドコモ北陸
- カンロ『ピュレグミ』
- 田窪工業所
- 家庭教師のサポート
- 賃貸のミニミニ

### ラジオ
- きくFM - メインパーソナリティー
- FM GENKI  - メインパーソナリティー
- FM aiai 　ドリームボイジャー
- JBS　キャラランクラブ-メインパーソナリティー
- AE40chラジオドラマ ヴェネルディ - 朝倉役

### 舞台・イベント
- Jr．new dance show
- 劇団フォグバーデン公演「あしあと」
- ザちょんまげ軍団公演「SAZEN〜大江戸お助けマン見参！の巻〜」
- NewYork SAKURA festival〜samurai sword soul〜
- Indnesia　Jogja-JapanWeek
- 謙信公祭
- 三島ゆり子特別公演「かんにんな」　国立文楽劇場

### STEEL
- ヒューレット・パッカード （全米のみ）
- 三菱地所レジデンス『西新宿をHOMETOWNにしよう。』
- NIKE『RUN2007』
- 貝印
- ネッツトヨタ
- 大阪予備校『大阪北予備校』
- 小学館『月刊コロコロコミック』
- プリンスホテル

### VP
- HONDA
- ダイワハウス
- 兵庫県交通安全憲章
- トヨタネッツ
- 沖縄県防災訓練
- 松下電器
- Windows
- NTTコミュニケーションズ

### その他
- Webドラマ 1/400の想い - 主演・荒木貴裕役 (広尾サラブレッド倶楽部)[9][10][11][12][13][14][15]
- バンダイ トレジャーガウスト - 初代イメージモデル月斗
- Vシネマ 怪奇！アンビリーバブル
- Vシネマ ほんとにあった！呪いのビデオ12